# Mistrovství Československa v orientačním běhu 1987
Mistrovství Československé socialistické republiky v orientačním běhu proběhlo v roce 1987 ve dvou individuálních a jedné týmové disciplíně.

## Mistrovství ČSSR jednotlivců (klasická trať)
| Datum závodu   | 26. 9. 1987  |  | Místo konání    | Hejnice • aréna |  | Pořadatel       | TJ Slávia VŠST Liberec                       |
| Ředitel závodu | Jan Pávek    |  | Hlavní rozhodčí | Libor Bednařík  |  | Stavitelé tratí | Miroslav Horáček, Libor Bednařík, Jiří Vokál |
| Název mapy     | Skalní brána |  | Web závodu      |                 |  | Výsledky závodu |                                              |

| Zkrácené výsledky             | Zkrácené výsledky       | Zkrácené výsledky               | Zkrácené výsledky       | Zkrácené výsledky       | Zkrácené výsledky | Zkrácené výsledky       | Zkrácené výsledky               | Zkrácené výsledky       | Zkrácené výsledky       |
| Pořadí                        | H21 – muži              | H21 – muži                      | H21 – muži              | H21 – muži              | Pořadí            | D21 – ženy              | D21 – ženy                      | D21 – ženy              | D21 – ženy              |
| ----------------------------- | ----------------------- | ------------------------------- | ----------------------- | ----------------------- | ----------------- | ----------------------- | ------------------------------- | ----------------------- | ----------------------- |
| Zlatá medaile                 | Luděk Pavelek           | TJ Opava                        | 1:55:31                 |                         | Zlatá medaile     | Jana Galíková           | VŠZ Brno                        | 1:07:47                 |                         |
| Stříbrná medaile              | Petr Vavrys             | VŠZ Brno                        | 1:56:47                 | +1:16                   | Stříbrná medaile  | Paulína Májová          | KOBRA Bratislava                | 1:16:06                 | +8:19                   |
| Bronzová medaile              | Zdeněk Zuzánek          | USK Praha                       | 1:57:11                 | +1:40                   | Bronzová medaile  | Zuzana Táborská         | USK Praha                       | 1:16:22                 | +8:35                   |
| 4                             | Petr Kozák              | USK Praha                       | 1:57:59                 | +2:28                   | 4                 | Hana Přibylová          | VSK ČVUT Fakulta Stavební Praha | 1:16:26                 | +8:39                   |
| 5                             | Vlastimil Uchytil       | VSK VŠB TU Ostrava              | 1:58:05                 | +2:34                   | 5                 | Lucie Komancová         | USK Praha                       | 1:20:14                 | +12:27                  |
| 6                             | Jaroslav Kačmarčík      | TJ TŽ Třinec                    | 1:58:56                 | +3:25                   | 6                 | Petra Wágnerová         | VŠZ Brno                        | 1:20:42                 | +12:55                  |
| 7                             | Karol Hierweg           | Loko Bratislava                 | 2:01:00                 | +5:29                   | 7                 | Iva Kalibánová          | OK Lokomotiva Pardubice         | 1:23:11                 | +15:24                  |
| 8                             | Miroslav Hadač          | VSK VŠB TU Ostrava              | 2:01:23                 | +5:52                   | 8                 | Dagmar Coufalíková      | VŠZ Brno                        | 1:23:16                 | +15:29                  |
| 9                             | Jaromír Šrámek          | Lokomotiva Šumperk              | 2:02:34                 | +7:03                   | 9                 | Drahomíra Popravcová    | VŠLD Zvolen                     | 1:25:05                 | +17:18                  |
| 10                            | Tomáš Lejsek            | USK Praha                       | 2:02:40                 | +7:09                   | 10                | Magda Horová            | USK Praha                       | 1:25:58                 | +18:11                  |
| Pořadí                        | H19 – junioři           | H19 – junioři                   | H19 – junioři           | H19 – junioři           | Pořadí            | D19 – juniorky          | D19 – juniorky                  | D19 – juniorky          | D19 – juniorky          |
| Zlatá medaile                 | Petr Utinek             | VSK ČVUT Fakulta Stavební Praha | 1:29:30                 |                         | Zlatá medaile     | Hana Třísková           | VŠZ Brno                        | 1:36:31                 |                         |
| Stříbrná medaile              | Jan Langr               | OOB Vamberk                     | 1:38:14                 | +8:44                   | Stříbrná medaile  | Diana Cieslarová        | TJ TŽ Třinec                    | 1:36:40                 | +0:09                   |
| Bronzová medaile              | Petr Weber              | Rudá hvězda Hradec Králové      | 1:38:36                 | +9:06                   | Bronzová medaile  | Marcela Klapalová       | VŠTJ Ekonom Praha               | 1:45:04                 | +8:33                   |
| Pořadí                        | H17 – starší dorostenci | H17 – starší dorostenci         | H17 – starší dorostenci | H17 – starší dorostenci | Pořadí            | D17 – starší dorostenky | D17 – starší dorostenky         | D17 – starší dorostenky | D17 – starší dorostenky |
| Zlatá medaile                 | Tomáš Prokeš            | OK Lokomotiva Plzeň             | 1:02:50                 |                         | Zlatá medaile     | Iveta Liberdová         | TJ TŽ Třinec                    | 1:02:27                 |                         |
| Stříbrná medaile              | Martin Sadílek          | TJ Gottwaldov                   | 1:05:42                 | +2:52                   | Stříbrná medaile  | Šárka Burýšková         | TJ Lokomotiva Praha             | 1:04:01                 | +1:34                   |
| Bronzová medaile              | Milan Bílý              | OOB TJ Lokomotiva Teplice       | 1:07:56                 | +5:06                   | Bronzová medaile  | Miriam Šipošová         | TJ Slávia Banská Bystrica       | 1:10:45                 | +8:18                   |
| Pořadí                        | H15 – mladší dorostenci | H15 – mladší dorostenci         | H15 – mladší dorostenci | H15 – mladší dorostenci | Pořadí            | D15 – mladší dorostenky | D15 – mladší dorostenky         | D15 – mladší dorostenky | D15 – mladší dorostenky |
| Zlatá medaile                 | Pavel Žemlík            | TJ Gottwaldov                   | 57:58                   |                         | Zlatá medaile     | Marcela Kubatková       | TJ TŽ Třinec                    | 50:55                   |                         |
| Stříbrná medaile              | Marek Janků             | SK SKI-OB Šternberk             | 58:24                   | +0:26                   | Stříbrná medaile  | Jitka Boudná            | OK Jihlava                      | 59:33                   | +8:38                   |
| Bronzová medaile              | Tomáš Zrník             | TJ Gottwaldov                   | 58:37                   | +0:39                   | Bronzová medaile  | Jana Zichová            | TJ Jičín                        | 1:03:58                 | +13:03                  |
| << předchozí • následující >> |                         |                                 |                         |                         |                   |                         |                                 |                         |                         |

Souhrnné informace naleznete v článku Mistrovství Československa v orientačním běhu na klasické trati.

## Mistrovství ČSSR štafet
| Datum závodu   | 27. 9. 1987  |  | Místo konání    | Hejnice • aréna |  | Pořadatel       | TJ Slávia VŠST Liberec                       |
| Ředitel závodu | Jan Pávek    |  | Hlavní rozhodčí | Libor Bednařík  |  | Stavitelé tratí | Miroslav Horáček, Libor Bednařík, Jiří Vokál |
| Název mapy     | Farská louka |  | Web závodu      |                 |  | Výsledky závodu |                                              |

| Zkrácené výsledky             | Zkrácené výsledky                                                        | Zkrácené výsledky | Zkrácené výsledky | Zkrácené výsledky | Zkrácené výsledky                                                       | Zkrácené výsledky | Zkrácené výsledky | Zkrácené výsledky | Zkrácené výsledky |
| Pořadí                        | H21 – muži                                                               | H21 – muži        | H21 – muži        | Pořadí            | D21 – ženy                                                              | D21 – ženy        | D21 – ženy        |                   |                   |
| ----------------------------- | ------------------------------------------------------------------------ | ----------------- | ----------------- | ----------------- | ----------------------------------------------------------------------- | ----------------- | ----------------- | ----------------- | ----------------- |
| Zlatá medaile                 | VŠZ Brno Jaroslav Hubáček Josef Hubáček Petr Vavrys                      | 2:36:02           |                   | Zlatá medaile     | VŠZ Brno Dagmar Coufalíková Petra Wágnerová Jana Galíková               | 1:55:21           |                   |                   |                   |
| Stříbrná medaile              | USK Praha Petr Kozák Zdeněk Zuzánek Aleš Macháček                        | 2:36:27           | +0:25             | Stříbrná medaile  | TJ Jičín Dana Tišerová Helena Matoušová Eva Bártová                     | 2:00:37           | +5:16             |                   |                   |
| Bronzová medaile              | VSK ČVUT Fakulta Stavební Praha Luboš Semík Martin Tichovský Petr Utinek | 2:36:35           | +0:33             | Bronzová medaile  | USK Praha Zuzana Táborská Pavlína Bacílková Lucie Komancová             | 2:05:30           | +10:09            |                   |                   |
| 4                             | VSK VŠB TU Ostrava Stanislav Mudrák Miroslav Hadač Vlastimil Uchytil     | 2:45:17           | +9:15             | 4                 | VŠTJ Ekonom Praha Ivana Reidingerová Dana Drobilíková Marcela Klapalová | 2:14:42           | +19:21            |                   |                   |
| 5                             | VŠZ Brno Milan Novotný Pavel Brlica Jiří Urválek                         | 2:53:03           | +17:01            | 5                 | USK Praha Ivana Lacigová Ivana Tišerová Jana Ondráčková                 | 2:17:58           | +22:37            |                   |                   |
| Pořadí                        | H17 – dorostenci                                                         | H17 – dorostenci  | H17 – dorostenci  | Pořadí            | D17 – dorostenky                                                        | D17 – dorostenky  | D17 – dorostenky  |                   |                   |
| Zlatá medaile                 | TJ Gottwaldov Martin Sadílek Evžen Pekárek Tomáš Podmolík                | 1:49:13           |                   | Zlatá medaile     | TJ TŽ Třinec Marcela Kubatková Mária Honzová Jana Cieslarová            | 1:40:42           |                   |                   |                   |
| Stříbrná medaile              | TJ Jičín Jiří Červinka Zdeněk Hrnčál Jaroslav Fikker                     | 1:49:17           | +0:04             | Stříbrná medaile  | OK Jiskra Nový Bor Andrea Zbodáková Kateřina Svobodová Dagmar Abelová   | 1:44:45           | +4:03             |                   |                   |
| Bronzová medaile              | Slavia Liberec orienteering Tomáš Honzík ? Herman Petr Kruliš            | 1:56:54           | +7:41             | Bronzová medaile  | TJ Jičín Dana Horčičková Lenka Majorová Jana Zichová                    | 1:47:45           | +7:03             |                   |                   |
| << předchozí • následující >> |                                                                          |                   |                   |                   |                                                                         |                   |                   |                   |                   |

Souhrnné informace naleznete v článku Mistrovství Československa v orientačním běhu štafet.

## Mistrovství ČSSR na dlouhé trati
| Datum závodu   | 3. 10. 1987      |  | Místo konání    | Kysak - Trebejov |  | Pořadatel       | TJ Lokomotíva Kysak |
| Ředitel závodu | Stanislav Franko |  | Hlavní rozhodčí | Peter Sláma      |  | Stavitelé tratí | Stanislav Franko    |
| Název mapy     | Konvalinka I.    |  | Web závodu      |                  |  | Výsledky závodu |                     |

| Zkrácené výsledky             | Zkrácené výsledky       | Zkrácené výsledky               | Zkrácené výsledky       | Zkrácené výsledky       | Zkrácené výsledky | Zkrácené výsledky       | Zkrácené výsledky       | Zkrácené výsledky       | Zkrácené výsledky       |
| Pořadí                        | H21 – muži              | H21 – muži                      | H21 – muži              | H21 – muži              | Pořadí            | D21 – ženy              | D21 – ženy              | D21 – ženy              | D21 – ženy              |
| ----------------------------- | ----------------------- | ------------------------------- | ----------------------- | ----------------------- | ----------------- | ----------------------- | ----------------------- | ----------------------- | ----------------------- |
| Zlatá medaile                 | Martin Tichovský        | VSK ČVUT Fakulta Stavební Praha | 2:32:41                 |                         | Zlatá medaile     | Ada Kuchařová           | KOS TJ Tesla Brno       | 1:47:02                 |                         |
| Stříbrná medaile              | Jozef Pollák            | Akademik TU Košice              | 2:33:49                 | +1:08                   | Stříbrná medaile  | Pavlína Bacílková       | USK Praha               | 1:55:03                 | +8:01                   |
| Bronzová medaile              | Jaroslav Kačmarčík      | TJ TŽ Třinec                    | 2:33:53                 | +1:12                   | Bronzová medaile  | Dagmar Coufalíková      | VŠZ Brno                | 1:59:44                 | +12:42                  |
| 4                             | Luděk Pavelek           | TJ Opava                        | 2:36:04                 | +3:23                   | 4                 | Jana Smutná             | OOB Vamberk             | 1:59:53                 | +12:51                  |
| 5                             | Jaroslav Neumann        | Lokomotiva Olomouc              | 2:36:33                 | +3:52                   | 5                 | Pavlína Májová          | KOBRA Bratislava        | 2:00:35                 | +13:33                  |
| 6                             | Jaromír Šrámek          | Lokomotiva Šumperk              | 2:38:32                 | +5:51                   | 6                 | Iva Kalibánová          | OK Lokomotiva Pardubice | 2:01:50                 | +14:48                  |
| 7                             | Juraj Petrinec          | TJ Slávia Farmaceut Bratislava  | 2:39:40                 | +6:59                   | 7                 | Helena Matoušová        | TJ Jičín                | 2:06:03                 | +19:01                  |
| 8                             | Václav Řápek            | USK Praha                       | 2:40:36                 | +7:55                   | 8                 | Zuzana Táborská         | USK Praha               | 2:08:05                 | +21:03                  |
| 9                             | Jiří Urválek            | VŠZ Brno                        | 2:41:14                 | +8:33                   | 9                 | Eva Bártová             | TJ Jičín                | 2:09:29                 | +22:27                  |
| 10                            | Karol Hierweg           | Loko Bratislava                 | 2:41:40                 | +8:59                   | 10                | Petra Váňová            | VŠZ Brno                | 2:16:06                 | +29:04                  |
| Pořadí                        | H19 – junioři           | H19 – junioři                   | H19 – junioři           | H19 – junioři           | Pořadí            | D19 – juniorky          | D19 – juniorky          | D19 – juniorky          | D19 – juniorky          |
| Zlatá medaile                 | Martin Škvor            | USK Praha                       | 2:05:06                 |                         | Zlatá medaile     | Diana Cieslarová        | TJ TŽ Třinec            | 2:31:08                 |                         |
| Stříbrná medaile              | Stanislav Mudrák        | VSK VŠB TU Ostrava              | 2:07:54                 | +2:48                   | Stříbrná medaile  | Marcela Klapalová       | VŠTJ Ekonom Praha       | 2:39:59                 | +8:51                   |
| Bronzová medaile              | Lumír Urbánek           | VŠZ Brno                        | 2:09:01                 | +3:55                   | Bronzová medaile  | Blanka Šubrtová         | SOB Olomouc             | 2:41:14                 | +10:06                  |
| Pořadí                        | H17 – starší dorostenci | H17 – starší dorostenci         | H17 – starší dorostenci | H17 – starší dorostenci | Pořadí            | D17 – starší dorostenky | D17 – starší dorostenky | D17 – starší dorostenky | D17 – starší dorostenky |
| Zlatá medaile                 | Tomáš Prokeš            | OK Lokomotiva Plzeň             | 1:41:13                 |                         | Zlatá medaile     | Iveta Liberdová         | TJ TŽ Třinec            | 1:35:21                 |                         |
| Stříbrná medaile              | Martin Sadílek          | TJ Gottwaldov                   | 1:42:55                 | +1:42                   | Stříbrná medaile  | Marcela Sobková         | TJ Baník Ostrava OKD    | 1:38:44                 | +3:23                   |
| Bronzová medaile              | Milan Bílý              | OOB TJ Lokomotiva Teplice       | 1:43:02                 | +1:49                   | Bronzová medaile  | Mária Honzová           | TJ TŽ Třinec            | 1:41:11                 | +5:50                   |
| << předchozí • následující >> |                         |                                 |                         |                         |                   |                         |                         |                         |                         |

Souhrnné informace naleznete v článku Mistrovství Československa na dlouhé trati.